# Chester Gould
Chester Gould (ur. 20 listopada 1900 w Panwee (Oklahoma), zm. 11 maja 1985) - twórca komiksów, najlepiej znany jako twórca serii komiksów opisujących przygody fikcyjnego detektywa Dicka Tracy'ego, które tworzył w latach 1931–1977. 